# Смута годов Хэйдзи
Смута Хэйдзи (яп. 平治の乱 хэйдзи но ран) также мятеж Хэйдзи — неудачный мятеж Фудзивара-но Нобуёри и клана Минамото с целью отстранения от власти сёнагона Синдзэя и клана Тайра, произошедший в Японии (в основном в Киото) в январе-феврале 1160 года. Мятеж был подавлен войсками Тайра, после чего многие сторонники Минамото были убиты или сосланы, а в Японии установилась практически единоличная власть Тайра-но Киёмори.
Название столкновению дала эра японского традиционного летосчисления Хэйдзи (1159—1160 год).

## Предыстория
После Смуты Хогэн 1156 года страну всё ещё раздирали политические противоречия. В частности, те из рода Минамото, кто защищал императора Го-Сиракава, не были вознаграждены наравне с Тайра, а потому они становились все более недовольны политикой императорского двора.
В январе 1160 года Тайра-но Киёмори отправился на поклонение в Кумано. Фудзивара Нобуёри предложил Минамото-но Ёситомо захватить дворец императора. Ёситомо ответил: «Однако же в смуту прошедших годов Хогэн весь род наш был объявлен врагами государя и истреблён. Я, Ёситомо, сберёг свою жизнь только для того, чтобы исполнить мой тайный умысел касательно Киёмори».

## Восстание в Киото

Бегство императора Нидзё в Рокухара.

Ночью Ёситомо ввел в Киото 500 всадников, окружил императорский дворец Сэнто и сжёг его. Были убиты многие сторонники Тайра и Синдзэя, а сам Синдзэй (Фудзивара-но Митинори) бежал и покончил с собой. Фудзивара Нобуёри захватил императора Нидзё и экс-императора Го-Сиракава. Узнав о восстании, Минамото Ёсихира (по прозвищу Акугэнда) прискакал из Камакура, чтобы принять участие в боях.
Нобуёри присвоил себе звание канцлера и звание командира императорской охраны. Своих сторонников он также назначил на высокие посты.
Тайра Киёмори узнал о восстании в местности Кирибэ. Он впал в нерешительность и хотел было скрыться, но Тайра-но Сигэмори уговорил его идти на Киото. Киёмори привел к столице войска. Он установил связь с «оппозицией» в лице Фудзивара Мицуёри и Фудзивара Корэката, которые организовали бегство императора.

Ночью во дворце Нидзё сделали поджог. Воины, бросив караулы, начали тушить огонь. Тогда император, переодевшись придворной дамой, сел в повозку, которую сопровождал Корэката. Привратник опросил их, и на его вопрос Корэката ответил, что едет придворная дама. Осветив внутренность кареты и заглянув туда, привратник пропустил их. Таким образом они выехали. На дороге встретил их с тремястами всадников Сигэмори и проводил в Рокухара, куда вскоре собрались все правительственные чины, а в числе их явился также и верховный канцлер Фудзивара Мотодзанэ.

Император сразу издал приказ уничтожить мятежников.
Одновременно началось дезертирство из армии Минамото — очень скоро у него осталось всего 2 000 воинов, с которыми ему надо было защищать дворец. У Тайра на тот момент было 3 000 воинов. Киёмори разделил их на 3 отряда по 1000 человек, поручив отряды Тайра-но Сигэмори, Тайра-но Норимори и Тайра-но Ёримори.
Фудзивара Нобуёри защищал ворота Тайкэн, но бежал, как только начался штурм. Тайра-но Сигэмори во главе 500 воинов сумел сломать ворота и ворваться во дворец. Его встретили Минамото Ёсихира, Камада Масакиё, Миура Ёсидзуми, Тайра Хироцунэ, Хираяма Суэсигэ, Кумагае Ноадзане, всего 16 человек, и выбили его из дворца. Войска Минамото вышли из дворца, атаковали армию Тайра и заставили её отступить, при этом едва не погиб Тайра-но Сигэмори. Армия Тайра отступила на восток за реку Хорикава к Рокухара, усадьбе рода Тайра. Минамото начали штурм Рокухара, при этом отряд Тайра-но Норимори сумели войти во дворец с запада и занять его.
Когда стало видно, что дворец потерян, а Рокухара штурмом не взять, Ёситомо решил отступать на восток, в сторону Камакура. Киёмори занял Киото и получил от императора разрешение на преследование клана Минамото.

## Отступление Минамото
Минамото Ёситомо с группой сторонников стали уходить на восток. Им предстояло с боем пройти через Хиэйдзанские высоты, доминирующие с востока над Киото и застроенные монастырями. Хиэйдзанские монахи встали на сторону Тайра и пытались преградить путь воинам Минамото. Прорвавшись через высоты, отряд Ёситомо вышел к озеру Бива. На Хиэйдзанских высотах был убит Минамото Ёситака, и его голову опустили в воду озера. Отряд прибыл в деревню Сета (на реке Сетагава), здесь Ёситомо уговорил своих сторонников разойтись. Одним из покинуших его был Сайто Санемори, который впоследствии перейдет на сторону Тайра и будет сражаться против Минамото в 1181 году.
С Ёситомо остались Ёсихира, Томонага, Ёритомо, Ёсинобу, Масакиё, Сигэнари и слуга Конномару. Все дороги на их пути уже были заняты войсками Тайра, на каждой станции были размещены отряды. Ёситомо двигался в обход станций. Как раз выпал густой снег. Пришлось избавиться от лошадей и доспехов, при чём во время метели они потеряли Ёритомо.
Ёситомо добрался до станции Аохака, где у него были свои люди. Там он отправил Ёсихиру и Томонага в области Синано и Хида. Однако, Томонага страдал от ранения и вернулся. Он попросил отца убить его, чтобы не попасть в руки Тайра. Между тем, отряды Тайра подошли к станции. Прикрывая отступление, Минамото Сигенари назвал себя именем Ёситомо, вступил в бой с противником, после чего содрал с лица кожу (для неузнаваемости) и совершил самоубийство.
Ёситомо отправился в Уцуми, место в области Овари, к Осада Тадамуне, который был отцом жены Камада Масае. Ёситомо вместе с Масае сумел прибыть в Уцуми примерно 8 февраля. Однако, Осада Тадамуне по совету сына решил убить Ёситомо: слуги зарубили его в ванной, а Камада Масае был убит, когда пил вместе с Тадамуне. Тадамуне отправил головы обоих обоих в Киото.
В это время Ёсихира набирал воинов в области Хида. Узнав о смерти Ёситомо, его люди разбежались. Ёсихира переодетым отправился в Киото, чтобы отомстить за отца, но его узнал хозяин гостиницы. Ёсихира смог скрыться, ушел в область Оми, но там его захватили спящим, привезли в Киото и казнили на пустыре в квартале Рокудзё.
Минамото Ёритомо, потерянный во время метели, сумел добраться до станции Аохака. Там он оставил фамильный меч Хигекири и пошел в область Канто, но по дороге его захватил Тайра Мунекиё. Его должны были казнить, но Тайра-но Киёмори по просьбе мачехи пощадил его и отправил в ссылку на остров Хиругасима.
Фудзивара Нобуёри бежал во дворец Ниннадзи к экс-императору и стал просить себе помилование. Он сумел его уговорить, но император отказал в помиловании. Тайра Сигемори заметил: «Его можно помиловать; ведь все равно он неопасен, так как не в состоянии сделать путём ровно ничего». Но Киёмори отправил отряд во дворец Ниннадзи, где захватил Нобуери и его сторонников, всего 50 человек. Нобуёри был казнен на отмели реки в Рокудзё.

## Последствия
После этого мятежа власть Тайра стала почти неограниченной. В 1160 г. император произвел Киёмори в чин старшей степени третьего класса и назначил его государственным советником. На следующий год он был назначен исполняющим должность второго государственного секретаря, а через шесть лет получил чин младшей степени второго класса и был назначен исполняющим на должность первого государственного секретаря. Указом ему пожалованы были земельные владения в областях Харима, Хидзэн и Хиго, и владения эти были сделаны наследственными в его роде. Сигэмори был повышен до степени чина третьего класса и должности государственного советника, ему было разрешено являться во дворец при оружии. Тайра Мунэмори, младший брат Сигэмори, получил чин младшей степени третьего класса и был назначен государственным советником.
К 1169 году более шестидесяти человек из фамилии Тайра занимали придворные и высшие правительственные должности, и земельные владения Тайра простирались на тридцать с лишним областей.